# محمد السنوني
محمد السنوني (مواليد 1936 في القصر الكبير - توفي 25 أبريل 2014 بالجديدة)، كان كولونيل (عقيد) في صفوف القوات المسلحة الملكية المغربية. وهو والد نور الدين السنوني والي أمن فاس الأسبق.